# Inga micheliana
Inga micheliana är en ärtväxtart som beskrevs av Hermann August Theodor Harms. Inga micheliana ingår i släktet Inga och familjen ärtväxter. IUCN kategoriserar arten globalt som livskraftig. Inga underarter finns listade i Catalogue of Life.